# Wings of Honneamise
Wings of Honneamise (王立宇宙軍 オネアミスの翼, Ōritsu Uchūgun: Oneamisu no Tsubasa) is een Japanse animefilm uit 1987. Het was de eerste filmproductie van studio Gainax.

## Plot
De film speelt zich af in een alternatief tijdperk en draait om hoofdpersoon Shiro Lhadatt, die als eerste mens de ruimte bereikt. Shiro meldt zich aan bij de Koninklijke Ruimtemacht, maar wordt door iedereen uitgelachen. Tegelijkertijd proberen corrupte militaire leiders het ruimteprogramma te saboteren om een wereldoorlog te creëren. Samen met een groep wetenschappers probeert Shiro om uiteindelijk als eerste mens de ruimte te bereiken.

## Personages
| Acteur              | Personage        | Engelse stem         |
| ------------------- | ---------------- | -------------------- |
| Shirotsugh Lhadatt  | Leo Morimoto     | David A. Thomas      |
| Riquinni Nonderaiko | Mitsuki Yayoi    | Patricia Ja Lee      |
| Manna Nonderaiko    | Aya Murata       | Wendee Lee           |
| Marty Tohn          | Kazuyuki Sogabe  | Bryan Cranston       |
| General Khaidenn    | Minoru Uchida    | Steve Bulen          |
| Dr. Gnomm           | Chikao Ōtsuka    | Michael Forest       |
| Kharock             | Masato Hirano    | Tom Konkle           |
| Yanalan             | Bin Shimada      | -                    |
| Darigan             | Hiroshi Izawa    | Stephen Apostolina   |
| Domorhot            | Hirotaka Suzuoki | Jan Rabson           |
| Tchallichammi       | Kouji Totani     | Christopher de Groot |
| Majaho              | Masahiro Anzai   | Tony Pope            |
| Nekkerout           | Yoshito Yasuhara | Dan Woren            |
| Prof. Ronta         | Ryūji Saikachi   | Kevin Seymour        |

## Productie
Honneamise was gebaseerd op een verhaal van schrijver en regisseur Hiroyuki Yamaga. Een korte film werd gefinancierd door Gainax en gepresenteerd aan Bandai Visual. Bandai gaf een budget van 800 miljoen yen voor een film van volledige lengte, wat een recordbedrag was in die tijd voor een animefilm. Het team reisde naar de Verenigde Staten voor onderzoek naar lucht- en ruimtevaart, zoals de lancering van de Discovery. Na hun terugkeer begon de productie aan de film in september 1985.
De filmmuziek werd grotendeels gecomponeerd door Ryuichi Sakamoto, en is de enige animefilm waar hij muziek voor heeft geschreven.

## Uitgave
De animefilm kwam uit op 14 maart 1987 in de Japanse bioscopen. In Europa verscheen de anime in 1995 als huurvideo bij Manga Video in het Engels. Een dvd verscheen in 1999, versies voor hd-dvd en blu-ray kwamen uit in 2007.

## Opvolger
In 1992 had Gainax plannen voor een opvolger van de film genaamd Uru in Blue (Aoki Uru), en moest zich 50 jaar later afspelen. Een jaar later stopte de productie wegens een gebrek aan financiële middelen bij Gainax. Er werden nog enkele pogingen gedaan om later alsnog het project op te starten, zoals in 1998 met de uitgave van een cd met storyboards, een script en schetsen.
Tijdens de Tokyo International Anime Fair in 2013 maakte Gainax bekend de film Blue Uru alsnog te produceren met Hiroyuki Yamaga en Yoshiyuki Sadamoto.